# Campo sportivo di Chiesanuova
Il campo sportivo di Chiesanuova è uno stadio calcistico e rugbistico della Repubblica di San Marino, situato nel castello di Chiesanuova.
Realizzato nel 1994, ha una lunghezza di 94 metri per una larghezza di 58. Il centro sportivo è inoltre dotato di un campo di calcio a 5.
È l'unico campo rugbistico del piccolo Stato: nel 2007 infatti la Federcalcio ha dato il proprio assenso per l'installazione delle H, le porte rugbistiche. La creazione di un campo da rugby, omologato il 10 settembre 2007, ha reso possibile l'iscrizione del Rugby Club San Marino alla Serie C italiana e l'ammissione della Federazione Sammarinese Rugby alla Associazione Europea.
Sul campo sportivo si disputano alcune partite del Campionato calcistico sammarinese e le partite casalinghe del Rugby Club San Marino. Domenica 16 settembre 2007 si è disputato, nell'arco di una giornata, il primo Campionato Nazionale di rugby a 7: il castello di Serravalle si è laureato campione.